# Dr.-Karl-Lueger-Denkmal

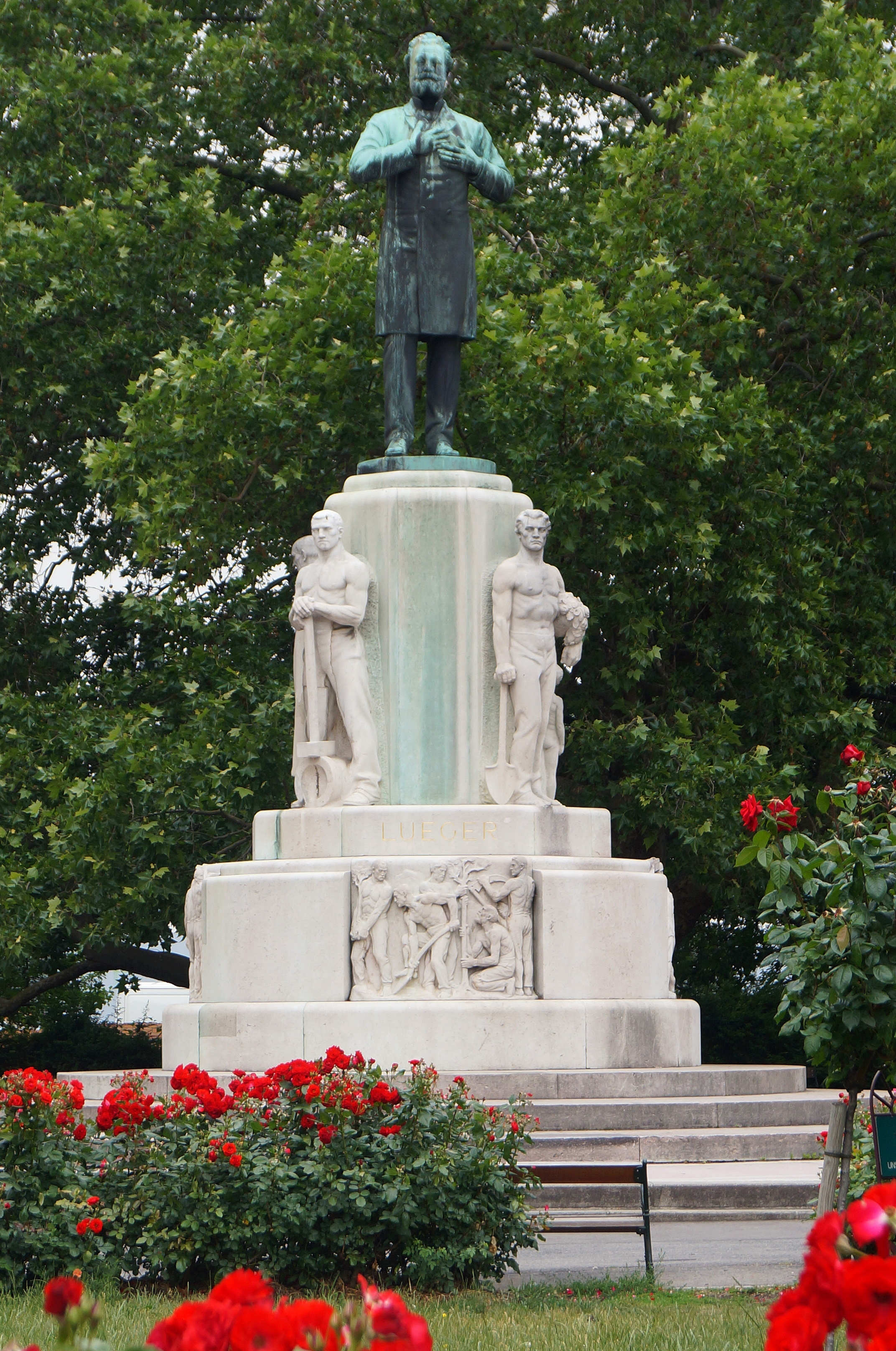
Frontalansicht des Lueger-Ehrenmals im Frühjahr 2014

Das Lueger-Denkmal (auch bekannt als Lueger-Ehrenmal) wurde 1926 nach Plänen des Bildhauers Josef Müllner auf dem im selben Jahr dafür umbenannten Dr.-Karl-Lueger-Platz in Wien errichtet. Das Denkmal des Wiener Bürgermeisters Karl Lueger ist aufgrund dessen Antisemitismus heftig umstritten.

## Geschichte

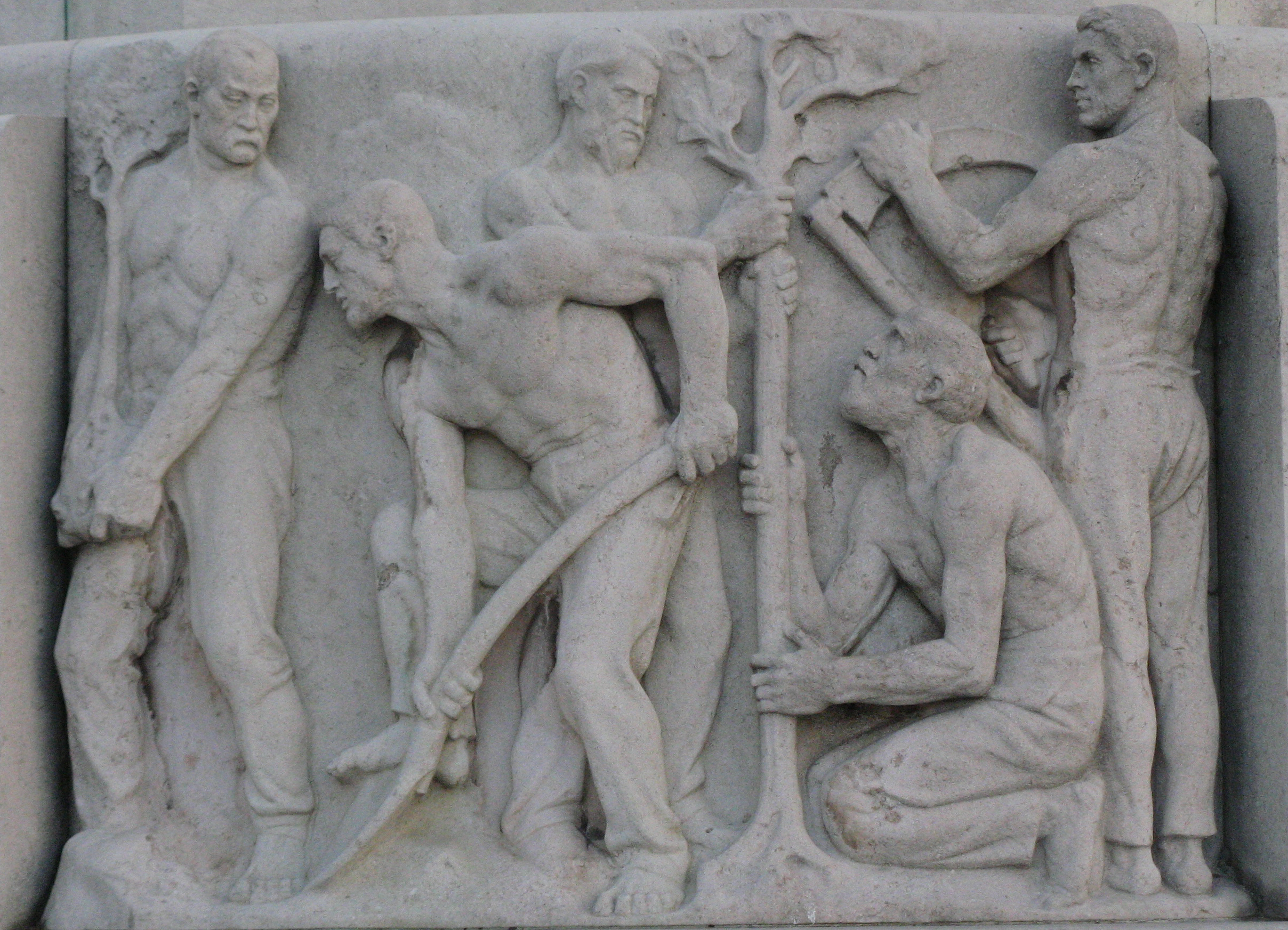
Detailansicht des Wald-und-Wiesengürtel-Reliefs

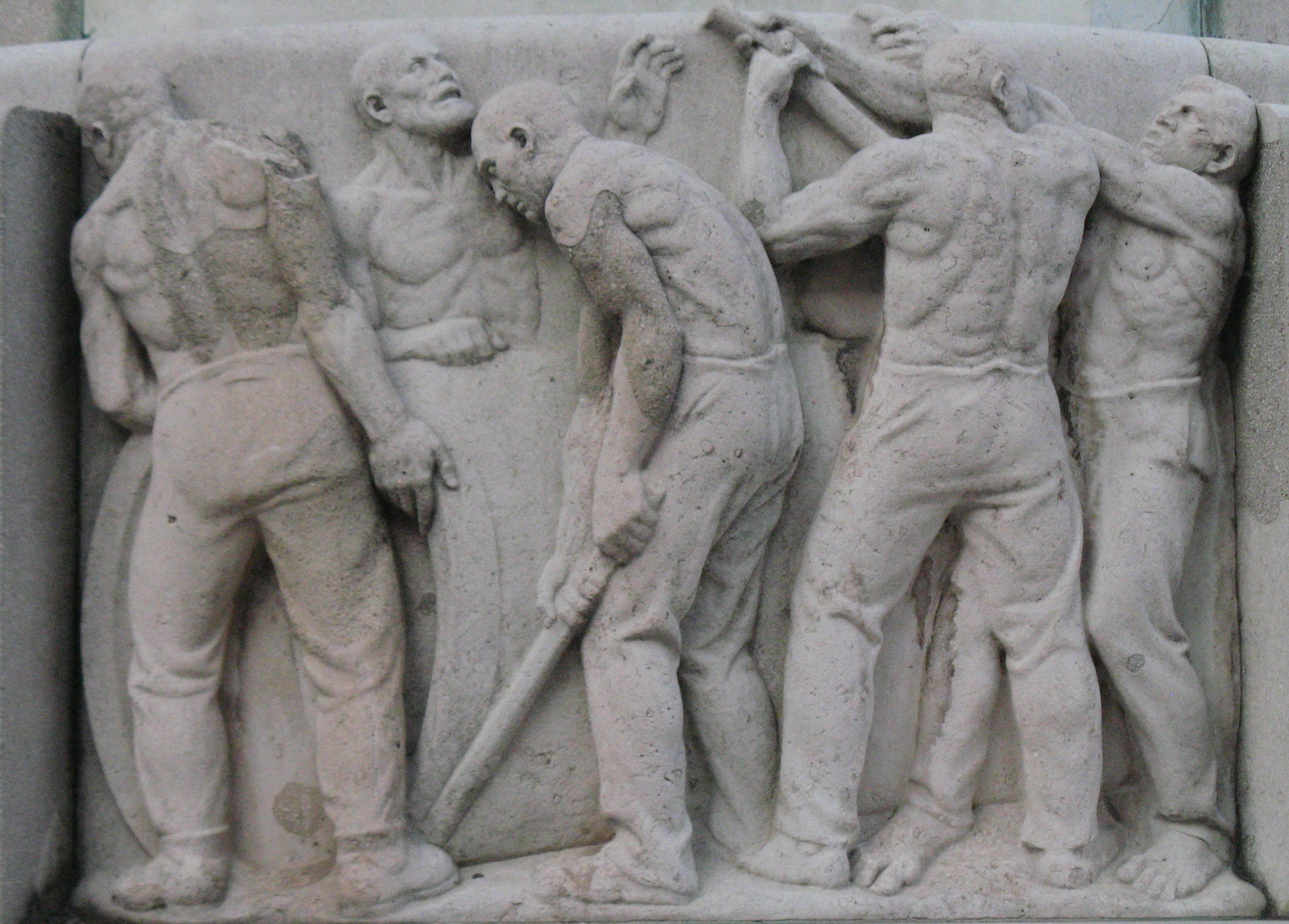
Detailansicht des Hochquellleitungsreliefs

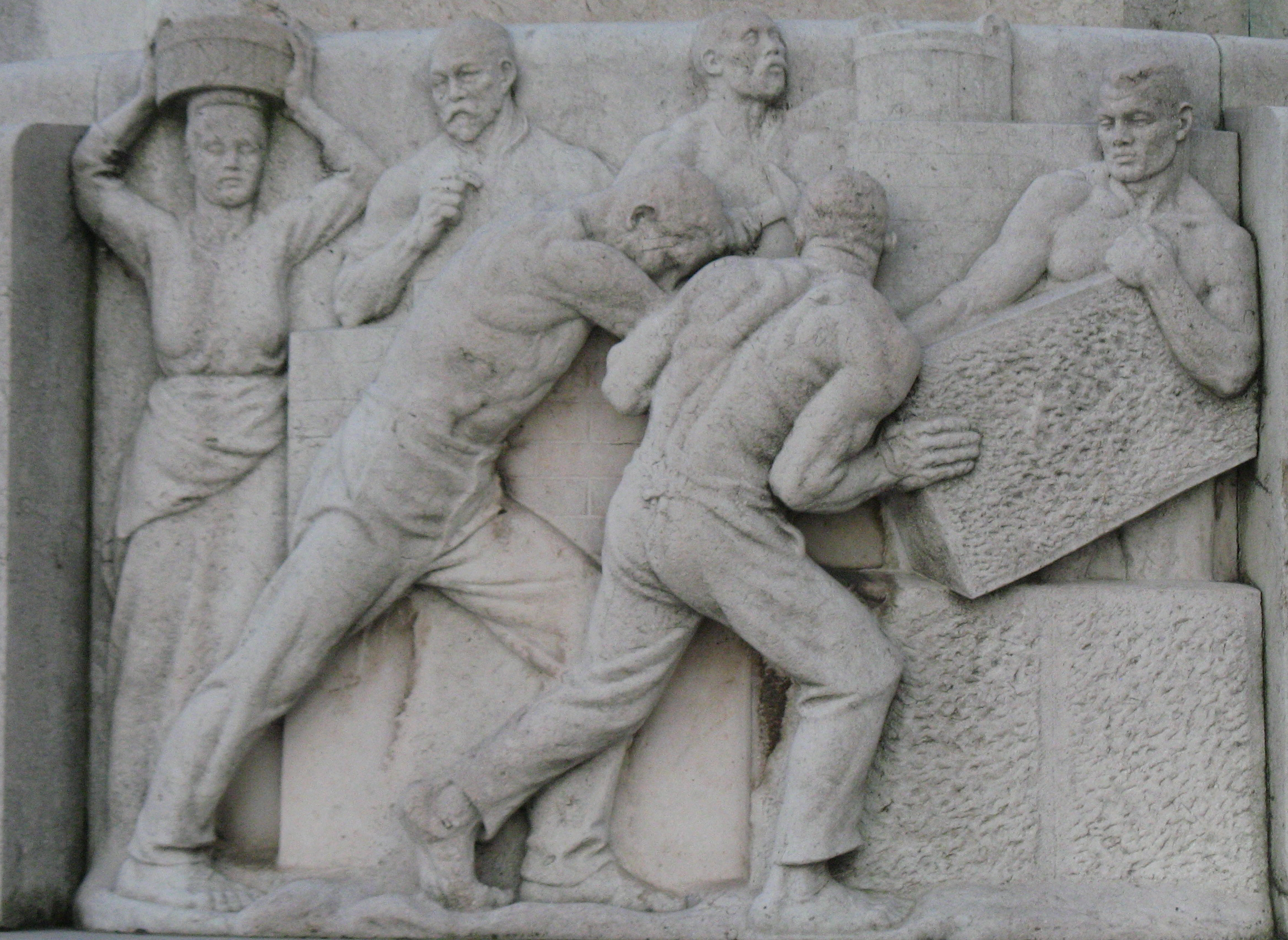
Detailansicht des Bautätigkeit-Reliefs

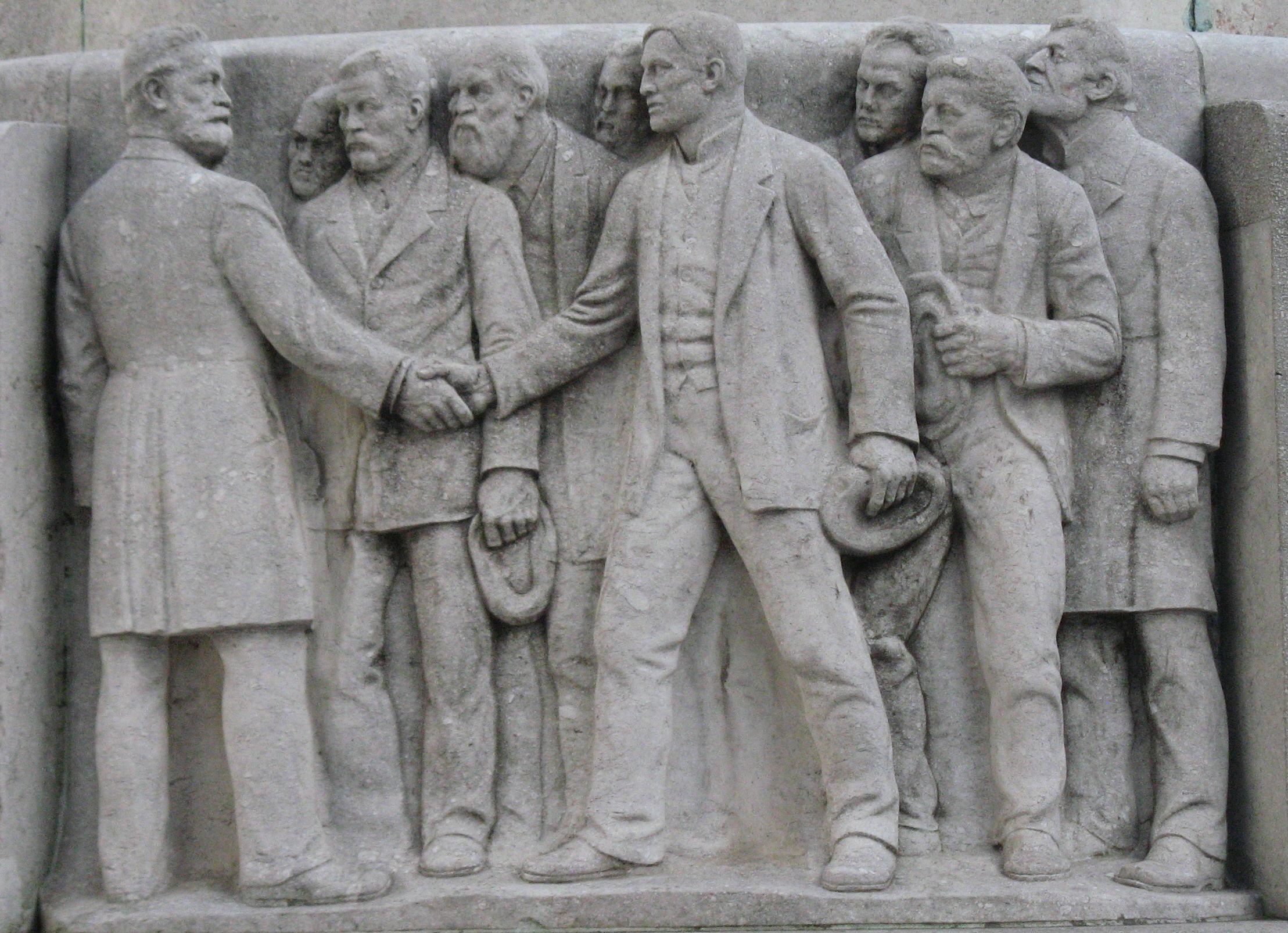
Detailansicht des Volksnähe-Reliefs

### Genese
Noch während seiner Amtszeit veranlasste Karl Lueger die Umbenennung des Rathausplatzes in Dr.-Karl-Lueger-Platz und legte so den natürlichen Ort für die Aufstellung seines künftigen Ehrenmals fest. Schon am Tag von Luegers Tod wurde „aus Rathauskreisen berichtet“, dass die Errichtung eines überlebensgroßen Lueger-Denkmals an diesem Platz geplant sei. Am 26. Mai 1910 setzte der Wiener Gemeinderat ein Denkmalkomitee unter der Leitung von Vizebürgermeister Heinrich Hierhammer ein. Gegen vehemente Kritik, unter anderem von Oberbaurat Otto Wagner, wurde die Aufstellung auf dem damaligen Dr.-Karl-Lueger-Platz (heute Rathausplatz), auf dem eigentlich seit langem ein Kaiser-Franz-Joseph-Denkmal vorgesehen war, beschlossen.

### Bewerb
Der Bewerb zur Gestaltung des Denkmals auf dem damaligen Dr.-Karl-Lueger-Platz wurde am 19. Mai 1912 öffentlich ausgelobt und stand „allen deutschen Künstlern österreichischer Staatsbürgerschaft“ offen. Bis zum Ende der Frist am 31. Oktober 1912 gingen 48 Einreichungen ein. In die engere Auswahl gelangten zehn Entwürfe. Ein Preisgericht bestehend aus Bürgermeister Josef Neumayer als Vorsitzendem, Vizebürgermeister und Obmann des Denkmalkomitees Heinrich Hierhammer, dem Rektor der k. k. Akademie der bildenden Künste Rudolf Bacher, zahlreichen Gemeinderäten, Stadträten, Magistratsräten und Oberbauräten sowie den Künstlern Karl Kundmann, Wilhelm Seib, Edmund von Hofmann, Ludwig Hujer und Rudolf Junk wählte unter diesen den Entwurf Früchte bringe das Leben dem Manne von Josef Müllner zur Umsetzung. Neben diesem erhielten auch die Entwürfe von Ernst Hegenbarth, Hans Schwathe und Rudolf Weyr Preise zu je 4000 Kronen. Die Entwürfe von Karl Philipp, Theodor Stundl, Otto Hofner, Fritz Zerritsch gemeinsam mit dem Architekten Gustav Adolf König, Jakob Gruber und Franz Seifert erhielten Anerkennungspreise zu je 1300 Kronen. Das Denkmalkomitee war nicht an die Entscheidung des Preisgerichts gebunden, übernahm diese jedoch.

### Errichtung
Die Steinarbeiten und die Gipsform für das Lueger-Standbild führte Müllner in den Jahren 1913 bis 1916 aus. Nachdem die für den Guss vorgesehene Bronze aufgrund des Ersten Weltkriegs beschlagnahmt worden war, kam das Vorhaben aber vorerst zum Erliegen.
Am 19. Februar 1925 wurde ein neues Denkmalkomitee unter der Leitung von Leopold Kunschak gegründet, das die Bestrebungen, das Ehrenmal zu errichten, weiter vorantrieb. Inzwischen setzte die sozialdemokratische Stadtregierung das zum Ring sich öffnende, untere Ende der Wollzeile beim ehemaligen Stubentor anstatt des Platzes vor dem Rathaus als Aufstellungsort durch, welches zu der Zeit eigentlich für ein Lessing-Denkmal vorgesehen war.
Am 19. September 1926 wurde das Lueger-Ehrenmal enthüllt. Unter den Festgästen waren fast alle Bundeskanzler der Ersten Republik, namentlich Rudolf Ramek, Ignaz Seipel, Johann Schober, Ernst Streeruwitz, Carl Vaugoin, Karl Buresch und Walter Breisky sowie Nationalratspräsident Wilhelm Miklas, Kardinal Friedrich Gustav Piffl, der Präsident des Obersten Gerichtshofs Julius Roller und der sozialdemokratische Bürgermeister Karl Seitz. Der Festzug bestand aus 150.000 Menschen und wurde von weiteren 300.000 Schaulustigen flankiert. Am 6. Oktober 1926 wurde vom Gemeinderat beschlossen, den unteren Teil der Wollzeile Dr.-Karl-Lueger-Platz zu nennen und zeitgleich den bestehenden Dr.-Karl-Lueger-Platz wieder in Rathausplatz umzubenennen.
Das Ehrenmal befindet sich im Eigentum der Stadt Wien.

## Beschreibung
Das Ehrenmal ruht auf drei Stufenkränzen, deren unterster über zehn Meter im Durchmesser misst. Darauf steht ein rundes dreistufiges Podest, in dessen mittleren Teil vier szenische Reliefe eingelassen sind. Auf diesem steht ein oktagonales dreistufiges Podest, in dessen unteren Teil der Name „LUEGER“ eingemeißelt und mit Gold beflockt ist. Der mittlere Teil der oktagonalen Abteilung wird von vier allegorischen Figuren bestimmt, die an den diagonalen Achsen angeordnet sind. Der gesamte steinerne Teil des Ehrenmals ist aus rosa schimmerndem Untersberger Marmor gehauen. Schließlich wird das Ehrenmal von der über 4,5 Meter hohen Bronze Luegers gekrönt. Die Bronze zeigt Lueger in aufrechter Haltung, beide Hände auf sein Herz legend und die Lippen, wie zum Beginn einer Rede, leicht geöffnet.
Die allegorischen Standbilder sind ein junger Arbeiter mit Gasrohr für die Kommunalisierung der Gaswerke und die städtischen Beleuchtungsanlagen, ein Greis für die städtische Kranken- und Altersfürsorge und insbesondere den Bau des Fürsorgeheims Lainz, eine trauernde Frau mit Kindern für die Schaffung der Witwen- und Waisenfürsorge und ein junger Landarbeiter für die Schaffung des Wald- und Wiesengürtels.
Der vier Hochreliefe stellen eine Szene mit Baumpflanzungen für den Wald- und Wiesengürtel, die Verlegung eines Rohrs der Zweiten Wiener Hochquellwasserleitung, eine Szene der Bautätigkeit und Lueger beim Bad in der Menge, einem anderen Mann die Hand reichend, dar. In dem letztgenannten Bild hat Müllner sich selbst im Hintergrund verewigt.

## Kritik

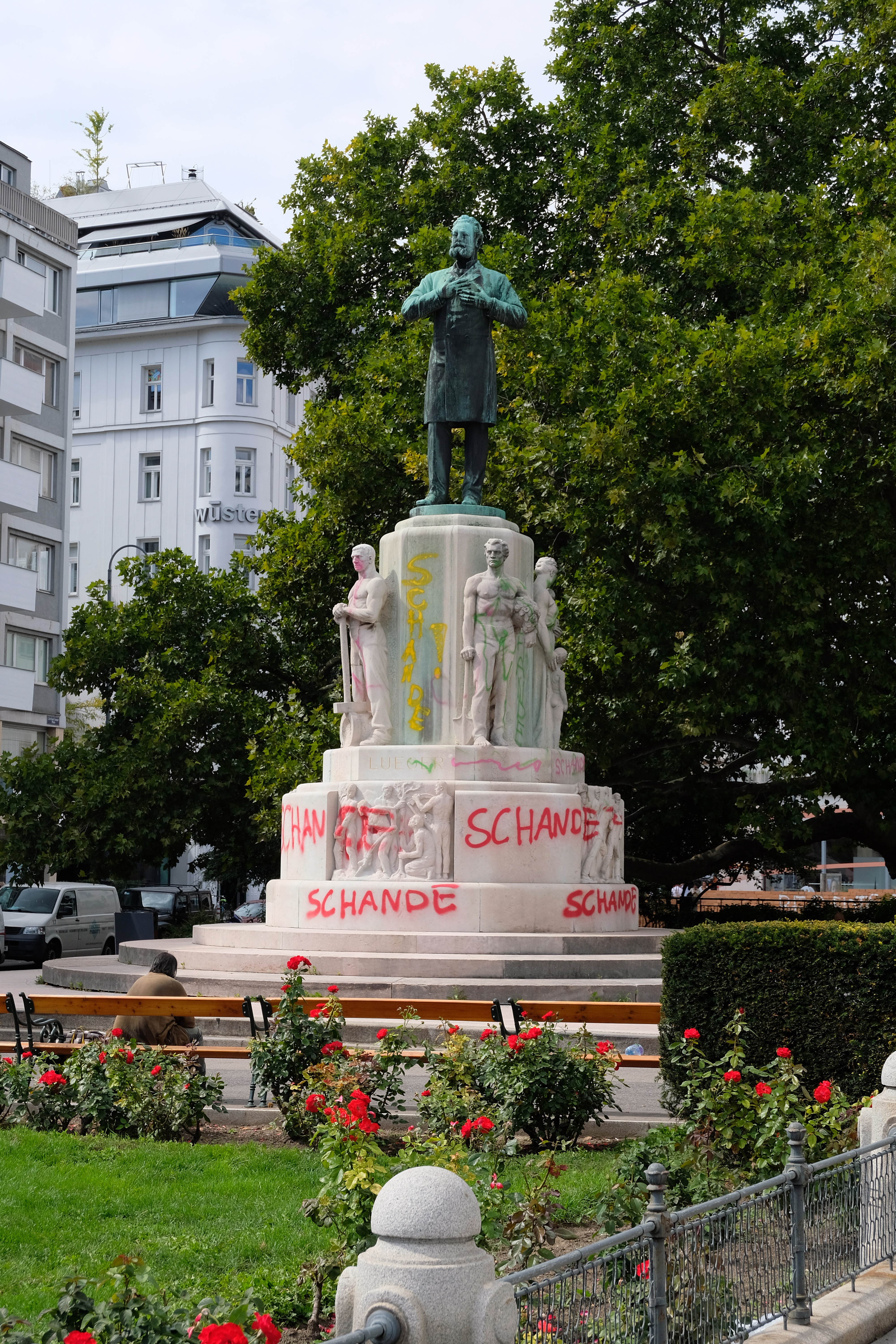
Schrägansicht des Lueger-Ehrenmals mit „Schande“-Schriftzügen im September 2020

Das Lueger-Ehrenmal steht wegen des rabiaten Antisemitismus Luegers und der deutschnationalen und nationalsozialistischen Gesinnung Müllners seit langem in der Kritik. Über die Jahre kam es zu mehreren künstlerischen Interventionen am Lueger-Platz, u. a. 1973 von VALIE EXPORT, 2003 von Bernd Fasching und 2019 von Ines Hochgerner und Peter Fritzenwallner.
2009 schrieb die Universität für angewandte Kunst Wien einen inoffiziellen Wettbewerb für die Umgestaltung des Lueger-Platzes aus. Unter den mehr als 150 Einreichungen wurde von der Wettbewerbsjury ein Entwurf des Musikers Klemens Wihlidal, der vorsah, das Ehrenmal ab dem Podest um 3,5 Grad zu neigen, prämiert.
Im Mai 2020 wurde das Ehrenmal mit mehreren „Schande“-Schriftzügen besprüht. Diese Aktion löste in den Feuilletons eine breite Debatte darüber aus, wie am besten mit dem Ehrenmal und dem Platznamen umzugehen sei. Es folgte ein öffentlicher Aufruf, unterzeichnet von Direktoren namhafter Kunstinstitutionen in Wien, Künstlern und Historikern, der eine „Entehrung“ Luegers forderte. In der Woche darauf hielten siebzehn Organisationen vor dem Ehrenmal eine „Schandwache“ ab.
Im Mai 2021 stellte die zivilgesellschaftliche Plattform aufstehn.at den Bericht einer von ihr initiierten Expertenkommission zum Ehrenmal vor. Kernforderungen der Kommission waren die Umbenennung des Platzes, seine umfassende Umgestaltung und die Ausschreibung eines offenen Wettbewerbs dafür.
Im November 2021 richtete die LICRA unter dem Titel Marmor. Bronze. Verantwortung ein „Kolloquium für Veränderung am Lueger-Platz“ im mumok aus. Unter den Beitragenden waren Deborah Hartmann, Veronica Kaup-Hasler, Willi Mernyi, Ariel Muzicant, Barbara Staudinger, Doron Rabinovici, Dirk Rupnow, Edmund de Waal und Florian Wenninger.
Im Juni 2022 richteten die in Österreich geborenen Shoa‑Überlebenden Elazar Benyoëtz, Eric Kandel, Evelyn Torton Beck, Fred Terna, Georg Stefan Troller, Kurt Rosenkranz, Lore Segal, Riane Eisler und Zvi Jagendorf einen offenen Brief an Bürgermeister Michael Ludwig mit der Forderung, das Ehrenmal zu entfernen. Der Brief wurde durch den Bürgermeister nicht beantwortet.

## Kontextualisierungsversuche der Stadt Wien

### Erklärungstafel „Wienkl“

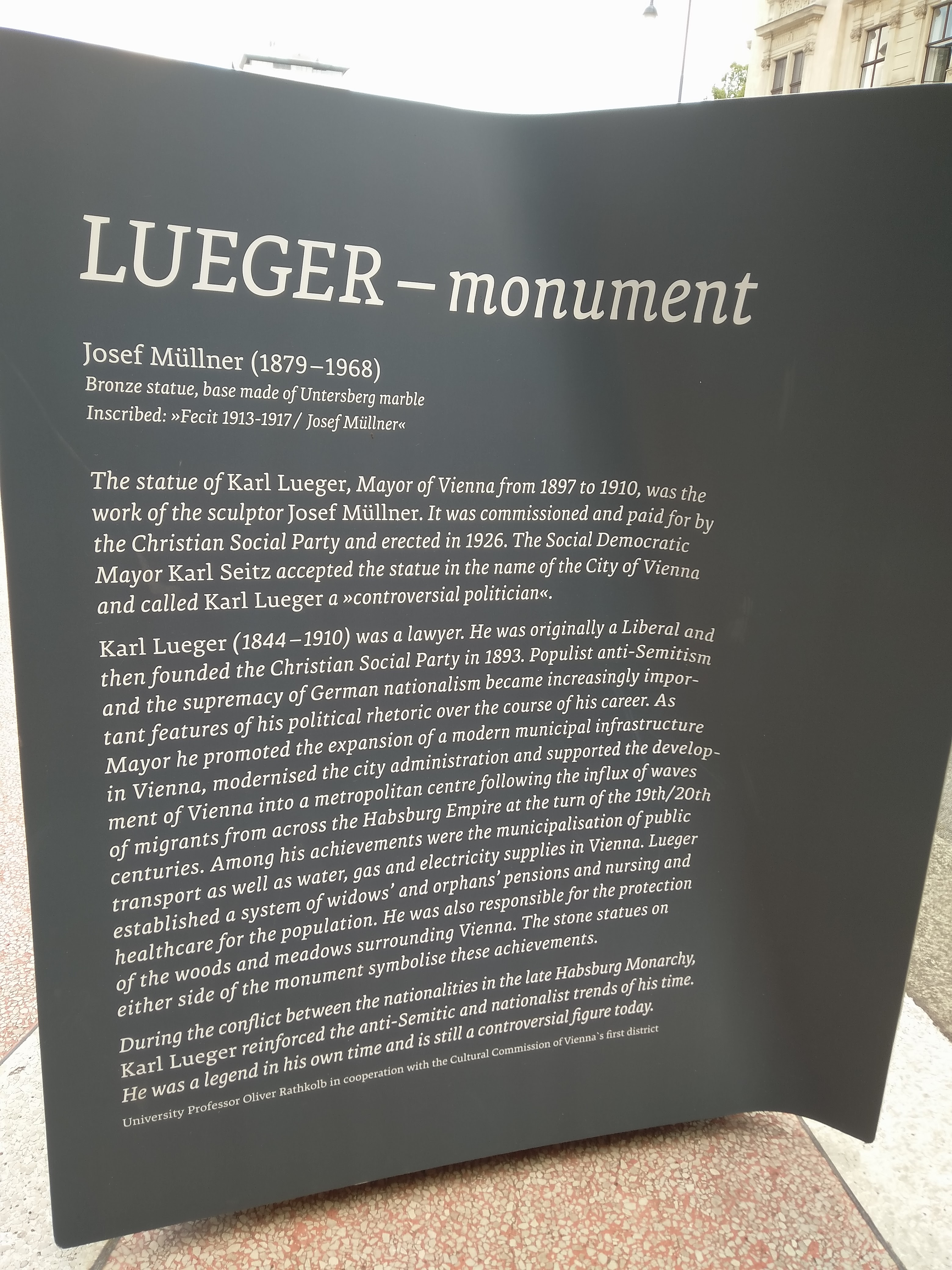
Erklärungstafel „Wienkl“

Im Juni 2016 enthüllten Kulturstadtrat Mailath-Pokorny und Bezirksvorsteher Markus Figl eine Zusatztafel zum Lueger-Ehrenmal. Laut Presseaussendung soll der „Wienkl“ an „beide Seiten“ Luegers erinnern.

#### Kritik
Die Zusatztafel steht in der Kritik, weil der größere Teil ihres Texts die Verdienste Luegers herausstreicht und nur die letzten zwei Sätze auf seinen Antisemitismus eingehen. Eine Einordnung Müllners wird nicht vorgenommen. Außerdem wurde kritisiert, dass die kleine Zusatztafel neben dem monumentalen Ehrenmal kaum sichtbar sei.

### Temporäre Intervention „Lueger temporär“

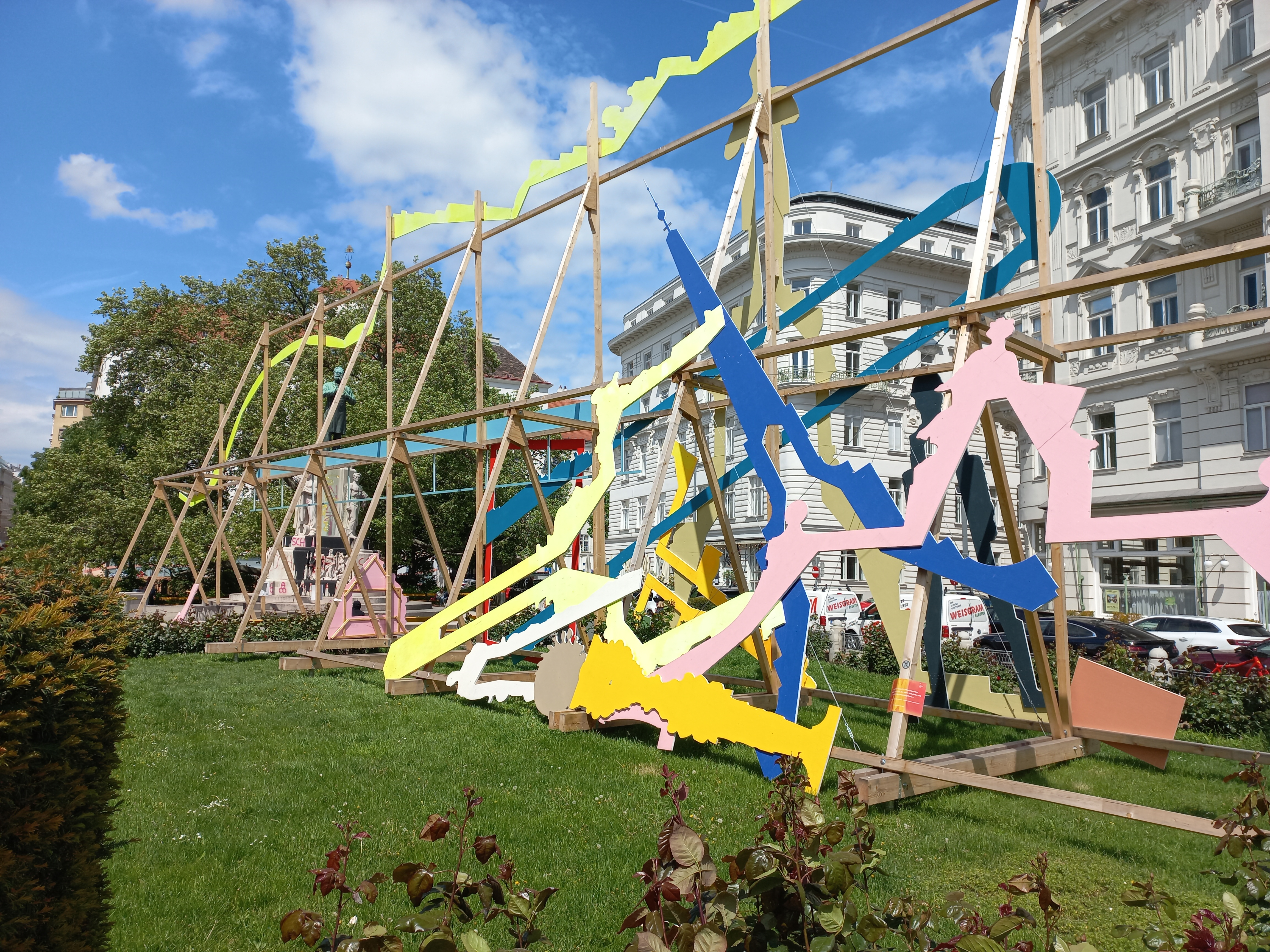
Installation „Lueger temporär“

Im Rahmen des von der LICRA im mumok ausgerichteten Symposiums kündigte die Kulturstadträtin Kaup-Hasler „temporäre Überschreibungen“ sowie eine permanente „künstlerische Kontextualisierung“ bis 2023 an. Die am 12. Oktober 2022 eröffnete Intervention des Künstlerduos Nicole Six und Paul Petritsch setzt bunte Holzsilhouetten von sechzehn Lueger-Ehrungen in Wien – inklusive des Lueger-Ehrenmals selbst – im Maßstab 1:1 auf den Lueger-Platz. Die Installation wurde am 9. Oktober 2023 abgebaut.

#### Kritik
Die temporäre Intervention stand in der Kritik, weil ihre Vorstellung von der Stadt Wien als Reaktion auf den offenen Brief der Shoa‑Überlebenden vorgezogen wurde, ohne auf den Appell einzugehen. Inhaltlich wird kritisiert, dass die Intervention die Ehrung Luegers noch vervielfältigt und weder auf den Antisemitismus Luegers, noch auf die nationalsozialistische Gesinnung Müllners eingeht. Diese Kritik kam etwa von Vertretern der Jüdischen österreichischen Hochschüler:innen am Rande der Eröffnung: Die Installation verweise „in keiner Weise und ganz bestimmt nicht (…) auf die Problematik der antisemitischen Geschichte Wiens und Luegers“. Vielmehr werde „der Platz erneut mit den ‘Errungenschaften’ Luegers versehen und damit die Ehrung seines politischen Wirkens nicht beendet, sondern mit bunten Farben geschmückt und der Antisemitismus damit verdeckt.“ Auch die Kosten von 100.000 Euro für das ohne Ausschreibung vergebene einjährige Projekt wurden bemängelt.

### Angekündigte Kontextualisierung „Schieflage (Karl Lueger 3,5°)“
Gleichzeitig mit der Präsentation des Projekts Lueger temporär wurde auch ein geladener Bewerb angekündigt. Eingeladen wurden Ignasi Aballí, Anna Artaker, Yael Bartana, Catrin Bolt, Clegg & Guttmann, Ramesch Daha, Eduard Freudmann, Anna Jermolaewa, Martin Krenn, Tatiana Lecomte, Hans Schabus, Heidi Schatzl, Milica Tomić, Simon Wachsmuth und Klemens Wihlidal. Von den 15 geladenen Künstlerinnen haben 13 zum Bewerb eingereicht. Ausgewählt wurde von der Jury der Entwurf Wihlidals Schieflage (Karl Lueger 3,5°), den er bereits beim informellen Bewerb der Universität für Angewandte Kunst 2009 einreichte.

#### Kritik
Der Prozess war von Anfang an stark umstritten und nicht nur unter den geladenen Künstlern, sondern auch unter den geladenen Teilnehmern zur Jury gab es zahlreiche Absagen. Am prämierten Entwurf wird kritisiert, dass er sich nicht zu Luegers Antisemitismus positioniert und keine Brechung der Ehrung Luegers vollzieht. Weiters wurde kritisiert, dass die Stadt Wien mit der Umsetzung dieses Entwurfs über die Stimmen der von Antisemitismus Betroffenen hinweggeht. Auch dass im Zuge der Arbeiten die Schüttungen und Beschreibungen um 150.000 Euro entfernt werden sollen, wurde bemängelt.